# 森昌子
森 昌子（もり まさこ、1958年〈昭和33年〉10月13日 - ）は、日本の元歌手、元女優。本名：森田 昌子（もりた まさこ）。栃木県宇都宮市出身。
前夫は森進一。長男はONE OK ROCKのTaka、次男はテレビ東京の社員およびミュージシャンのはてな、三男はMY FIRST STORYのHiroこと森内寛樹。

## 来歴

### 生い立ちと学歴
- 父はフタバ食品の元社員で、兼業農家だった。音楽好きで厳しく歌唱を教えられる。小学校4年生のとき東京に引っ越す。人見知りが激しくいじめにあったため、学校に行くふりをして、実際には行かないことが多かった。
- 宇都宮市立細谷小学校から港区立御田小学校に転校し卒業、港区立港中学校（現：三田中学校）から小野学園女子高等学校に進学後、堀越高等学校に転校し卒業した。

### 芸能界デビュー
- 1971年（昭和46年） 同年10月開始の日本テレビ『スター誕生!』（1971）に13歳で出場。初代グランドチャンピオンとなる。同番組には、昌子本人ではなく、激しい人見知りを克服してほしいと親戚の叔母が内緒で申し込んだもの。オーディション当日は、「洋服を買ってあげるついでだから」という口実で歌を歌わせた。
  - グランドチャンピオンになった結果、家に色々な芸能プロダクションが来て、昌子を芸能界に勧誘するようになった。父親は猛反対だったものの、家が貧しかったこと、母親の体が弱かったことから、家計の助けになるであろうと、昌子本人が父を説得して芸能界デビューした。ホリプロダクション（現ホリプロ）に所属。ホリプロに決めたのは、学業と両立させてくれるからだった。本名から"田"を抜いた芸名にしたのは硬い響きが取れるようにという判断[2]。
- 1972年（昭和47年）7月1日、徳間音工から『せんせい』で歌手デビュー。当時のキャッチフレーズは、「あなたのクラスメート」と称された。その翌年デビューした同学年の山口百恵、桜田淳子とともに「花の中三トリオ」と呼ばれる。
- 1973年、第24回NHK紅白歌合戦（NHK総合・ラジオ第1、#NHK紅白歌合戦出場歴参照）に出演。なお、この中三トリオで最初にNHK紅白歌合戦に初出場を果たしたのは森であり、当時女性最年少の15歳での出場だった。なお、現在の女性最年少記録はクララ・ローズ（Foorin）の6歳。
- 1973年（昭和48年）、松竹の『男じゃないか・闘志満々』で映画デビュー。同年、『としごろ』で主演に抜擢された。この年から開催された『ものまね王座決定戦』（フジテレビ）の初代チャンピオンとなる。
- 1975年（昭和50年）、『花の高2トリオ・初恋時代』で初めて山口・桜田と共演。また、この年3〜4月に開催された、春の選抜高等学校野球大会（第47回）に『おかあさん』が入場行進曲に選ばれ、森もセンバツ大会の開会式にゲスト出演した。
- 1977年（昭和52年）、堀越高校を卒業。同期卒業生には岩崎宏美、岡田奈々、池上季実子らがいる。

### 演歌歌手へ
- 1977年（昭和52年）の『なみだの桟橋』以降、本格的な演歌歌手への道を歩み始め、『津和野ひとり』『彼岸花』（1978年・昭和53年）など、難易度の高い曲を歌いこなせる実力派へと成長。
- 1979年（昭和54年）、新宿コマ劇場で史上最年少女座長として『森昌子公演』を行う。
- 1981年（昭和56年）、第32回NHK紅白歌合戦では『哀しみ本線日本海』で出場9回目、23歳にして初の紅組トリを務める。
- 1983年（昭和58年）、『越冬つばめ』で第25回日本レコード大賞最優秀歌唱賞を受賞。感激の余り受賞時に嬉し涙を流しながら歌い、その後の第34回NHK紅白歌合戦でも泣きながらの歌唱となる。このほか、TBSの金曜ドラマ『想い出づくり。』などドラマにも出演、女優としても活躍した。
- 1984年（昭和59年）、NHK『みんなのうた』で、『海へ来て』を歌う。放送期間は、1984年（昭和59年）8月1日 - 9月30日（再放送は5回）。
- 1985年（昭和60年）、第36回NHK紅白歌合戦で初の紅組司会を、歌手出番では2度目の紅組トリをそれぞれ務める『愛傷歌』の歌唱前から感極まって号泣したため、途中で歌えなくなった。
- 1986年（昭和61年）10月1日に森進一と結婚。
- 2001年（平成13年）、「第52回NHK紅白歌合戦」に出場を機に、夫との「デュエット歌手」として芸能活動再開。

### 離婚
- 2005年2月、自宅で過呼吸の発作を起こし、意識を失って倒れ緊急入院した。薬物中毒と診断され、集中治療室にて胃洗浄を受けた。過換気症候群とも呼ばれる一種のパニック障害だった。集中治療室から一般病棟に移って間もなく、夫の進一が医師に退院を要請し、本人の同意の上で、わずか1日で退院した。このことが様々な憶測を呼び、ワイドショーや週刊誌に不仲説が取り上げられて、後の離婚騒動に発展した。
- 同年3月、進一と別居。4月19日、離婚を発表。親権を長男が昌子側、次男と三男が進一側で持ち、養育権は3人とも昌子側とすることを進一が提案し、昌子が同意した。養育費は1人につき13万円として進一が負担した[3]。

### 活動再開後
- 2006年3月27日、旧所属事務所のホリプロからソロの歌手として活動再開することを正式発表。4月、幻冬舎から初エッセー集『明日へ』を刊行。その後、和田アキ子・片平なぎさ・榊原郁恵らにより、『おかえり! 昌子 激励の会』が開かれ、関係者700人が詰め掛けた。5月、『NHK歌謡コンサート』でテレビに復帰。『哀しみ本線日本海』『越冬つばめ』『父娘草』を涙ながらに熱唱した。以後意欲的にテレビ出演などの活動を行う。6月7日、古巣のポニーキャニオンから20年ぶりの新曲『バラ色の未来』をリリース。ジャケットタイトルは森大衛揮毫）。この年の暮れには、同曲で第57回NHK紅白歌合戦に5年ぶりに出場した。元夫・進一との競演が注目されたが、結局順序をずらしての出演となり、2人が同じステージに出演する場面は一度も無かった。なお、2007年（平成19年）以降、紅白には出場していない。
- 2007年 上期のNHK連続テレビ小説『どんど晴れ』で女優業を本格再開。7月13日には22年ぶりのドラマ主演となる金曜プレステージ『お母さん ぼくが生まれてごめんなさい』放送。
- 同年9月26日、体調不良を訴え、急性肺炎により急遽入院。同日予定していた熊本のコンサートを始め、同年内のツアーの中止を発表。
- 2008年2月5日、『NHK歌謡コンサート』で『越冬つばめ』を歌い、芸能活動を再開した。
- 同年3月31日、ホリプロを退社。4月1日に個人事務所おんがく工房を設立。
- 2009年2月28日個人事務所、おんがく工房より通販による新曲『子供たちの桜』リリース。
- 同年5月、子宮筋腫の手術を受ける。
- 同年12月31日、『ダウンタウンのガキの使いやあらへんで!!』大晦日年越しSP『絶対に笑ってはいけないホテルマン24時』の中で、デビュー当時の髪型、衣装で『せんせい』を熱唱した。
- このころから更年期障害や貧血、デビュー当時の歌唱力を失った自信喪失などからうつ状態に陥る。
- 2010年5月17日、子宮頸癌治療のため、子宮を全摘出手術[4]。癌と知って一時的に自殺願望が生まれたことを告白、退院時の記者会見の模様も放送された。
- 2011年3月23日、レコード会社をホリデージャパンに移籍。新レーベル、ハートソングレコーズから『洗濯日和』をリリース。
- 2012年11月21日　レコード会社をキングレコードに移籍し「人生に乾杯」を発売
- 2016年7月1日 デビュー45周年を迎えた、同日、記念シングル「百年の恋歌」　アルバム「百年の恋歌～時を終えて』を発売。当日は自身初のクラブでの記念ライブショーが東京丸の内の「コットンclub」で開催された。
- 2019年3月25日、年内限りでの芸能界引退を所属事務所が発表[5][1][6]。
- 12月25日、故郷の栃木県宇都宮市でのコンサートをもって活動終了。

## 特記事項
親交
- 美空ひばりに大変可愛がられていた。ひばりがテレビ局に共演を持ちかけ、昌子を楽屋に呼んだことが最初の対面である。そのときひばりの歌を歌って気に入られ、自宅に招かれて、直接歌を習ったりすることもたびたびあった。ひばりは自らを「オネエチャマ」と呼ばせ、レッスンが遅くなると彼女を自宅に泊めたりもした[7]。
- 美空ひばりからはプライベートで「マチャコ」と呼ばれていたが、初対面での印象「まあ、ちっちゃい子」から「マチャコ」と呼ぶようになった。ひばりはプライベート以外TV・ラジオなど公の場では絶対に「マチャコ」と呼ぶことはなかった。愛川欽也が「僕が『マチャコ』と呼んだとき、ひばりさんから『森昌子』って名があるのよと注意された」と述懐している。

カバー
- 演歌の大御所、都はるみのヒット曲『大阪しぐれ』をはじめとした数々の楽曲をカバーする。演歌特有の泥味を感じさせないその歌唱はテレサ・テンと双璧をなすと言われることがある。

物まね
- 南沙織、あべ静江、小柳ルミ子の歌マネは絶品で最近売れてる本職のモノマネ芸人よりも完成度が高く、声だけ聴いてたら当人と聴き分けが困難なほど上手い物真似で清水ミチコやコロッケも脱帽した。
- 先述の通りものまねが上手かったため、ある生放送番組でアグネス・チャンといたずらをしかけた。自分の手番にアグネスがこっそり音声をオフにし、舞台裏から昌子が別のマイクで彼女の歌をあてた。スタッフ一同誰もそのことに気づかず、昌子がばらしたときは怒られるどころか、ものまねの上手さに驚かれ賞賛されたという[8]。
- その他、八代亜紀、仲間由紀恵などものまねのレパートリーの幅は本職のモノマネ芸人よりも多いくらい幅がひろい。

いたずら
- 若い時はかなりのやんちゃで、八代亜紀がよくいたずらのターゲットになった。髪の毛をかためるスプレーを缶一本使い切る程ふりかけたり、八代が綺麗なヒラヒラのドレスを着ていた時、中身がどうなっているか確認するためめくったりした（本人いわく「ビラ〜ンとまくったら足だった」）。八代が1977年（昭和52年）第28回NHK紅白歌合戦の紅組トリで「おんな港町」を歌い出す時、昌子がマイクのコードを知らずに踏んでいて、あやうくステージ中央に間に合わないところだったことを、30数年の時を経て本人に謝罪した。ただし昌子は、それが『舟歌』の時だと記憶違いをしていた。

中三トリオ
- 中三トリオと呼ばれた昌子、百恵、桜田の三人は、生放送本番直前まで一緒にトイレに隠れたりして、スタッフをよく困らせていた。山口百恵が引退して約3年経った1983年12月の『週刊読売』での徳光和夫との対談では「二人とは全然会ってません。ぷっつりですね。電話で話すこともありません。思い出っていっても、つい最近のことだったんだから、三人集まって話をするようなことは別にないし、今あっても、せっかく中三トリオから高三トリオっていう名前がついてたものが、何かぺらっぺらのすごく軽いものになっちゃっていやなんですよね」などと述べ[9]、2006年の昌子の著書『明日へ』では、三人はそれほど親しくはなく、ハワイに行った時も同室で気まずい空気になった、と述べているが、一方で自伝的エッセイ『それはじんせい』（2011年）の付属写真では、昌子が桜田の頬にキスする程親しい仲である、と書いており、内容が矛盾している。

- デビュー前の山口百恵は昌子の付き人であり、昌子の家に下宿していた。

家族
- 子煩悩で子育てに厳しく、挨拶は徹底し、偏食しないよう気を遣い、兄弟間でも長幼有序を守らせた。成人後も弟は兄に敬語で話すという。また、テレビに自身の映像が映りそうになると素早く察知して電源を消すようにし、国民のアイドルではなく子供達だけの母親であるように努めたという。

その他
- 2005年頃より通信カラオケシステムDAMの機種改良に伴い、同機種で配信する森の代表曲で背景映像に森本人が出演する映像が多く採用されている。主な作品は以下の通りである。
  - あなたを待って三年三月
  - 哀しみ本線日本海
  - 立待岬

- 父親ゆずりのプロ野球・読売ジャイアンツファンである。[要出典]

- 19歳の時に、単身でアメリカのロサンゼルスへ旅行。友人宅に泊めてもらい逗留しつつ、アメリカの若者を観察して、アイドルとして輝いているはずの自分がアメリカの若者に見られるような輝きを持っていないのはなぜか、と考えたという。

## NHK紅白歌合戦出場歴
| 年度/放送回               | 回 | 曲目                       | 出演順 | 対戦相手       | 備考                      |
| ------------------------- | -- | -------------------------- | ------ | -------------- | ------------------------- |
| 1973年（昭和48年）/第24回 | 初 | せんせい                   | 03/22  | 野口五郎       |                           |
| 1974年（昭和49年）/第25回 | 2  | おかあさん                 | 09/25  | 菅原洋一       |                           |
| 1975年（昭和50年）/第26回 | 3  | あなたを待って三年三月     | 09/24  | にしきのあきら |                           |
| 1976年（昭和51年）/第27回 | 4  | 恋ひとつ雪景色             | 13/24  | 三橋美智也     |                           |
| 1977年（昭和52年）/第28回 | 5  | なみだの桟橋               | 22/24  | 春日八郎       |                           |
| 1978年（昭和53年）/第29回 | 6  | 彼岸花                     | 20/24  | 三波春夫       |                           |
| 1979年（昭和54年）/第30回 | 7  | ためいき橋                 | 20/23  | 森進一         |                           |
| 1980年（昭和55年）/第31回 | 8  | 波止場通りなみだ町         | 20/23  | 千昌夫         |                           |
| 1981年（昭和56年）/第32回 | 9  | 哀しみ本線日本海           | 22/22  | 北島三郎       | 紅組トリ                  |
| 1982年（昭和57年）/第33回 | 10 | 立待岬                     | 18/22  | 細川たかし     |                           |
| 1983年（昭和58年）/第34回 | 11 | 越冬つばめ                 | 19/21  | 五木ひろし     |                           |
| 1984年（昭和59年）/第35回 | 12 | 涙雪                       | 16/20  | 大川栄策       |                           |
| 1985年（昭和60年）/第36回 | 13 | 愛傷歌                     | 20/20  | 森進一 (2)     | 紅組トリ(2) 司会･トリ兼任 |
| 2001年（平成13年）/第52回 | 14 | 森昌子メモリアルスペシャル | 23/27  | 美川憲一       |                           |
| 2006年（平成18年）/第57回 | 15 | バラ色の未来               | 12/27  | 前川清         | 現時点では最後の出場      |

(注意点)
- 対戦相手の歌手名の( )内の数字は、その歌手との対戦回数、備考のトリ等の次にある( )はトリ等を務めた回数を表す。
- 曲名の後の(○回目)は、紅白で披露された回数を表す。
- 出演順は「（出演順) / (出場者数)」で表す。

## ディスコグラフィ

### シングル
- 1〜31：ミノルフォン、32〜53：キャニオン、54・55：ホリデージャパン、56〜66：キングレコード。

| #  | 発売日          | A/B面 | タイトル                      | 作詞           | 作曲       | 編曲           | オリコン 最高順位 | 規格品番   |
| -- | --------------- | ----- | ----------------------------- | -------------- | ---------- | -------------- | ----------------- | ---------- |
| 1  | 1972年 6月25日  | A面   | せんせい                      | 阿久悠         | 遠藤実     | 只野通泰       | 3位               | KA-427     |
| 1  | 1972年 6月25日  | B面   | 太陽の花嫁                    | 阿久悠         | 遠藤実     | 只野通泰       | 3位               | KA-427     |
| 2  | 1972年 10月25日 | A面   | 同級生                        | 阿久悠         | 遠藤実     | 只野通泰       | 4位               | KA-441     |
| 2  | 1972年 10月25日 | B面   | 初恋の赤い傘                  | 阿久悠         | 遠藤実     | 只野通泰       | 4位               | KA-441     |
| 3  | 1973年 2月5日   | A面   | 中学三年生                    | 阿久悠         | 遠藤実     | 只野通泰       | 3位               | KA-457     |
| 3  | 1973年 2月5日   | B面   | 少女が石段のぼる時            | 阿久悠         | 遠藤実     | 只野通泰       | 3位               | KA-457     |
| 4  | 1973年 5月5日   | A面   | 夕顔の雨                      | 阿久悠         | 遠藤実     | 只野通泰       | 7位               | KA-467     |
| 4  | 1973年 5月5日   | B面   | 待ちぼうけ                    | 阿久悠         | 遠藤実     | 只野通泰       | 7位               | KA-467     |
| 5  | 1973年 8月25日  | A面   | 白樺日記                      | 阿久悠         | 遠藤実     | 斉藤恒夫       | 11位              | KA-477     |
| 5  | 1973年 8月25日  | B面   | お兄さんみたいな人            | 荒木あい子     | 新井利昌   | 小杉仁三       | 11位              | KA-477     |
| 6  | 1973年 10月31日 | A面   | 記念樹                        | 阿久悠         | 森田公一   | 馬飼野俊一     | 13位              | KA-487     |
| 6  | 1973年 10月31日 | B面   | さびしがりや                  | 阿久悠         | 森田公一   | 馬飼野俊一     | 13位              | KA-487     |
| 7  | 1974年 2月10日  | A面   | 若草の季節                    | 阿久悠         | 森田公一   | 高田弘         | 17位              | KA-490     |
| 7  | 1974年 2月10日  | B面   | 娘の暦                        | 阿久悠         | 森田公一   | 高田弘         | 17位              | KA-490     |
| 8  | 1974年 4月20日  | A面   | 下町の青い空                  | 横井弘         | 遠藤実     | 斉藤恒夫       | 15位              | KA-497     |
| 8  | 1974年 4月20日  | B面   | 浅草の白い鳩                  | 横井弘         | 遠藤実     | 斉藤恒夫       | 15位              | KA-497     |
| 9  | 1974年 7月1日   | A面   | 今日も笑顔でこんにちわ        | 藤田まさと     | 新井利昌   | 高田弘         | 12位              | KA-507     |
| 9  | 1974年 7月1日   | B面   | 愛は遠い                      | 藤田まさと     | 新井利昌   | 斉藤恒夫       | 12位              | KA-507     |
| 10 | 1974年 9月1日   | A面   | おかあさん                    | 神坂薫         | 遠藤実     | 斉藤恒夫       | 21位              | KA-517     |
| 10 | 1974年 9月1日   | B面   | ひとりっ娘                    | 神坂薫         | 遠藤実     | 斉藤恒夫       | 21位              | KA-517     |
| 11 | 1974年 12月1日  | A面   | 北風の朝                      | 阿久悠         | 新井利昌   | 斉藤恒夫       | 22位              | KA-527     |
| 11 | 1974年 12月1日  | B面   | 砂時計                        | 阿久悠         | 新井利昌   | 斉藤恒夫       | 22位              | KA-527     |
| 12 | 1975年 3月1日   | A面   | 春のめざめ                    | 阿久悠         | 平尾昌晃   | 竜崎孝路       | 20位              | KA-537     |
| 12 | 1975年 3月1日   | B面   | 恋待草                        | 阿久悠         | 平尾昌晃   | 竜崎孝路       | 20位              | KA-537     |
| 13 | 1975年 6月1日   | A面   | 面影の君                      | 阿久悠         | 平尾昌晃   | 馬飼野俊一     | 15位              | KA-547     |
| 13 | 1975年 6月1日   | B面   | 純情                          | 阿久悠         | 平尾昌晃   | 馬飼野俊一     | 15位              | KA-547     |
| 14 | 1975年 9月1日   | A面   | あなたを待って三年三月        | 阿久悠         | 新井利昌   | 小杉仁三       | 15位              | KA-567     |
| 14 | 1975年 9月1日   | B面   | ふたりの青空                  | 阿久悠         | 新井利昌   | 小杉仁三       | 15位              | KA-567     |
| 15 | 1975年 12月1日  | A面   | あの人の船行っちゃった        | 山口あかり     | 遠藤実     | 斉藤恒夫       | 22位              | KA-577     |
| 15 | 1975年 12月1日  | B面   | 恋ざくら                      | 山口あかり     | 遠藤実     | 斉藤恒夫       | 22位              | KA-577     |
| 16 | 1976年 3月1日   | A面   | おばさん                      | 浜口庫之助     | 浜口庫之助 | 高田弘         | -                 | KA-587     |
| 16 | 1976年 3月1日   | B面   | 能登の海                      | 及川恒平       | 浜口庫之助 | 高田弘         | -                 | KA-587     |
| 17 | 1976年 6月1日   | A面   | 夕笛の丘                      | 山口あかり     | 新井利昌   | 小杉仁三       | 18位              | KA-1007    |
| 17 | 1976年 6月1日   | B面   | 北の夏                        | 及川恒平       | 高田弘     | 高田弘         | 18位              | KA-1007    |
| 18 | 1976年 8月1日   | A面   | どんぐりッ子                  | 横井弘         | 高田弘     | 高田弘         | -                 | KA-1019    |
| 18 | 1976年 8月1日   | B面   | 花笠踊り                      | 山形県民謡     | 山形県民謡 | 山形県民謡     | -                 | KA-1019    |
| 19 | 1976年 9月1日   | A面   | 少年時代                      | 阿久悠         | 遠藤実     | 小六禮次郎     | -                 | KA-1017    |
| 19 | 1976年 9月1日   | B面   | にほんの詩                    | 阿久悠         | 遠藤実     | 小六禮次郎     | -                 | KA-1017    |
| 20 | 1976年 10月10日 | A面   | 恋ひとつ雪景色                | 阿久悠         | 井上忠夫   | 馬飼野俊一     | 32位              | KA-1027    |
| 20 | 1976年 10月10日 | B面   | あすなろう                    | 阿久悠         | 井上忠夫   | 馬飼野俊一     | 32位              | KA-1027    |
| 21 | 1977年 1月25日  | A面   | 小雨の下宿屋                  | 山口あかり     | 高田弘     | 高田弘         | -                 | KA-1042    |
| 21 | 1977年 1月25日  | B面   | 恋景色                        | 山口あかり     | 新井利昌   | 高田弘         | -                 | KA-1042    |
| 22 | 1977年 5月1日   | A面   | 港のまつり                    | わたなべ研一   | 沖田宗丸   | 馬飼野俊一     | -                 | KA-1051    |
| 22 | 1977年 5月1日   | B面   | 初夏恋歌                      | 有馬三恵子     | 新井利昌   | 高田弘         | -                 | KA-1051    |
| 23 | 1977年 8月1日   | A面   | なみだの桟橋                  | 杉紀彦         | 市川昭介   | 馬飼野俊一     | 28位              | KA-1067    |
| 23 | 1977年 8月1日   | B面   | 秋の約束                      | わたなべ研一   | 沖田宗丸   | 竜崎孝路       | 28位              | KA-1067    |
| 24 | 1977年 12月1日  | A面   | 春の岬                        | 杉紀彦         | 市川昭介   | 竜崎孝路       | -                 | KA-1087    |
| 24 | 1977年 12月1日  | B面   | 波かげ                        | いまむられいこ | 新井利昌   | 高田弘         | -                 | KA-1087    |
| 25 | 1978年 3月1日   | A面   | 父娘草                        | 山口あかり     | 八角朋子   | 馬飼野俊一     | -                 | KA-1107    |
| 25 | 1978年 3月1日   | B面   | 花まつりの頃                  | わたなべ研一   | 和泉常寛   | 若草恵         | -                 | KA-1107    |
| 26 | 1978年 6月1日   | A面   | 津和野ひとり                  | 山上路夫       | 新井利昌   | 竜崎孝路       | -                 | KA-1122    |
| 26 | 1978年 6月1日   | B面   | お嫁にゆきます                | 山上路夫       | 八角朋子   | 馬飼野俊一     | -                 | KA-1122    |
| 27 | 1978年 9月5日   | A面   | 彼岸花                        | 阿久悠         | 出門英     | 小六禮次郎     | -                 | KA-1132    |
| 27 | 1978年 9月5日   | B面   | 拝啓 婿どの                   | 阿久悠         | 小林亜星   | いしだかつのり | -                 | KA-1132    |
| 28 | 1978年 10月25日 | A面   | 晴れたり降ったり曇ったり      | 山上路夫       | 佐々木勉   | 高田弘         | -                 | KA-1141    |
| 28 | 1978年 10月25日 | B面   | 母                            | 山上路夫       | 佐々木勉   | 高田弘         | -                 | KA-1141    |
| 29 | 1979年 1月21日  | A面   | 夕子の四季                    | 阿久悠         | 出門英     | 小六禮次郎     | -                 | KA-1152    |
| 29 | 1979年 1月21日  | B面   | 幸・あなたとともに            | 阿久悠         | 出門英     | 小六禮次郎     | -                 | KA-1152    |
| 30 | 1979年 3月5日   | A面   | 翔んでけ青春                  | 藤田まさと     | 新井利昌   | 高田弘         | -                 | KA-1154    |
| 30 | 1979年 3月5日   | B面   | (カラオケ)                    | -              | 新井利昌   | 高田弘         | -                 | KA-1154    |
| 31 | 1979年 6月5日   | A面   | 銀のライター                  | 阿久悠         | 猪俣公章   | 斉藤恒夫       | -                 | KA-1164    |
| 31 | 1979年 6月5日   | B面   | 波                            | 阿久悠         | 市川昭介   | 高田弘         | -                 | KA-1164    |
| 32 | 1979年 10月21日 | A面   | ためいき橋                    | 杉紀彦         | 市川昭介   | 小杉仁三       | -                 | C-156      |
| 32 | 1979年 10月21日 | B面   | 冬の部屋                      | 杉紀彦         | 市川昭介   | 小杉仁三       | -                 | C-156      |
| 33 | 1980年 2月21日  | A面   | 故郷ごころ                    | 山田孝雄       | 市川昭介   | 小杉仁三       | -                 | C-166      |
| 33 | 1980年 2月21日  | B面   | 春日和                        | 東海林良       | 市川昭介   | 小杉仁三       | -                 | C-166      |
| 34 | 1980年 6月21日  | A面   | 信濃路梓川                    | いではく       | 遠藤実     | 斉藤恒夫       | -                 | C-179      |
| 34 | 1980年 6月21日  | B面   | 夕焼けの空                    | 高田ひろお     | 遠藤実     | 斉藤恒夫       | -                 | C-179      |
| 35 | 1980年 9月21日  | A面   | 波止場通りなみだ町            | 西沢爽         | 遠藤実     | 斉藤恒夫       | -                 | 7A-0006    |
| 35 | 1980年 9月21日  | B面   | 雨の港町                      | いではく       | 遠藤実     | 斉藤恒夫       | -                 | 7A-0006    |
| 36 | 1981年 1月21日  | A面   | 北寒港                        | さいとう大三   | 浜圭介     | 竜崎孝路       | -                 | 7A-0043    |
| 36 | 1981年 1月21日  | B面   | 翼                            | 橋本淳         | 中村泰士   | 高田弘         | -                 | 7A-0043    |
| 37 | 1981年 7月20日  | A面   | 哀しみ本線日本海              | 荒木とよひさ   | 浜圭介     | 竜崎孝路       | 36位              | 7A-0090    |
| 37 | 1981年 7月20日  | B面   | 妹                            | 山田孝雄       | 市川昭介   | 斉藤恒夫       | 36位              | 7A-0090    |
| 38 | 1982年 3月21日  | A面   | 鷗唄                          | 高田ひろお     | 小林亜星   | 竜崎孝路       | -                 | 7A-0159    |
| 38 | 1982年 3月21日  | B面   | 花暦                          | 荒木とよひさ   | 浜圭介     | 馬飼野俊一     | -                 | 7A-0159    |
| 39 | 1982年 8月10日  | A面   | 立待岬                        | 吉田旺         | 浜圭介     | 馬飼野俊一     | -                 | 7A-0206    |
| 39 | 1982年 8月10日  | B面   | おにいちゃん                  | 山上路夫       | 小林亜星   | いちひさし     | -                 | 7A-0206    |
| 40 | 1983年 4月5日   | A面   | ふるさと日和                  | 杉紀彦         | 森田公一   | 竜崎孝路       | -                 | 7A-0247    |
| 40 | 1983年 4月5日   | B面   | 手紙                          | 松宮恭子       | 森田公一   | 竜崎孝路       | -                 | 7A-0247    |
| 41 | 1983年 8月21日  | A面   | 越冬つばめ                    | 石原信一       | 篠原義彦   | 竜崎孝路       | 27位              | 7A-0301    |
| 41 | 1983年 8月21日  | B面   | 紅花になりたい                | 杉紀彦         | 幸耕平     | 竜崎孝路       | 27位              | 7A-0301    |
| 42 | 1984年 4月21日  | A面   | 寒椿                          | 中山大三郎     | 船村徹     | 丸山雅仁       | -                 | 7A-0357    |
| 42 | 1984年 4月21日  | B面   | 古都の春                      | 伊藤アキラ     | 森田公一   | 馬飼野俊一     | -                 | 7A-0357    |
| 43 | 1984年 10月5日  | A面   | ほお紅                        | SHOW           | 小杉保夫   | 小六禮次郎     | -                 | 7A-0426    |
| 43 | 1984年 10月5日  | B面   | 涙雪                          | 秋元康         | 芹澤廣明   | 竜崎孝路       | -                 | 7A-0426    |
| 44 | 1985年 2月21日  | A面   | 恋は女の命の華よ              | たかたかし     | 浜圭介     | 薗広昭         | -                 | 7A-0465    |
| 44 | 1985年 2月21日  | B面   | 駅                            | たかたかし     | 浜圭介     | 薗広昭         | -                 | 7A-0465    |
| 45 | 1985年 7月21日  | A面   | 愛傷歌                        | 石本美由起     | 三木たかし | 三木たかし     | -                 | 7A-0505    |
| 45 | 1985年 7月21日  | B面   | 恋きずな                      | 石本美由起     | 三木たかし | 三木たかし     | -                 | 7A-0505    |
| 46 | 1986年 5月2日   | A面   | 孤愁人                        | 石本美由起     | 三木たかし | 三木たかし     | -                 | 7A-0554    |
| 46 | 1986年 5月2日   | B面   | 二人づれ                      | 石本美由起     | 徳久広司   | 池多孝春       | -                 | 7A-0554    |
| 47 | 1986年 8月21日  | A面   | いつまでも〜愛彩川〜          | 石本美由起     | 三木たかし | 三木たかし     | -                 | 7A-0621    |
| 47 | 1986年 8月21日  | B面   | 幸せありがとう                | 石本美由起     | 三木たかし | 三木たかし     | -                 | 7A-0621    |
| 48 | 1986年 8月21日  | A面   | ありがとう〜雛ものがたり〜    | 石原信一       | 篠原義彦   | 竜崎孝路       | -                 | 7A-0622    |
| 48 | 1986年 8月21日  | B面   | 雁来紅                        | 石原信一       | 篠原義彦   | 竜崎孝路       | -                 | 7A-0622    |
| 49 | 1986年 8月21日  | A面   | そして、今…悲しみの終着駅…    | 荒木とよひさ   | 浜圭介     | 竜崎孝路       | -                 | 7A-0623    |
| 49 | 1986年 8月21日  | B面   | 涙暦                          | 荒木とよひさ   | 浜圭介     | 竜崎孝路       | -                 | 7A-0623    |
| 50 | 1986年 8月21日  | A面   | 〜さようなら〜                | 阿久悠         | 遠藤実     | 薗広昭         | -                 | 7A-0624    |
| 50 | 1986年 8月21日  | B面   | 初秋                          | 阿久悠         | 遠藤実     | 只野通泰       | -                 | 7A-0624    |
| 51 | 2006年 6月7日   | 01    | バラ色の未来                  | なかにし礼     | 浜圭介     | 萩田光雄       | 14位              | PCCA-70147 |
| 51 | 2006年 6月7日   | 02    | 私の愛し方                    | なかにし礼     | 浜圭介     | 萩田光雄       | 14位              | PCCA-70147 |
| 52 | 2007年 1月17日  | 01    | こころ雪                      | なかにし礼     | 浜圭介     | 萩田光雄       | 35位              | PCCA-70175 |
| 52 | 2007年 1月17日  | 02    | 美しき大地                    | なかにし礼     | 浜圭介     | 萩田光雄       | 35位              | PCCA-70175 |
| 53 | 2007年 10月3日  | 01    | 綺麗                          | 石原信一       | 円広志     | 竜崎孝路       | -                 | PCCA-70196 |
| 53 | 2007年 10月3日  | 02    | 金木犀の手紙                  | 石原信一       | 円広志     | 林有三         | -                 | PCCA-70196 |
| 54 | 2011年 3月23日  | 01    | 洗濯日和                      | 荒木とよひさ   | 松本俊明   | 林有三         | -                 | TJCH-20001 |
| 54 | 2011年 3月23日  | 02    | 子供たちの桜                  | 荒木とよひさ   | 都志見隆   | 川口真         | -                 | TJCH-20001 |
| 54 | 2011年 3月23日  | 03    | おかあさん                    | 神坂薫         | 遠藤実     | 林有三         | -                 | TJCH-20001 |
| 55 | 2011年 11月9日  | 01    | 愛は流れる                    | なかにし礼     | 浜圭介     | 若草恵         | -                 | TJCH-20002 |
| 55 | 2011年 11月9日  | 02    | 昔は昔 今は今                 | なかにし礼     | 浜圭介     | 若草恵         | -                 | TJCH-20002 |
| 56 | 2012年 11月21日 | 01    | 人生に乾杯                    | 浜圭介         | 浜圭介     | 竜崎孝路       | -                 | KICM-30479 |
| 56 | 2012年 11月21日 | 02    | あなたから歩いて              | 山上路夫       | 浜圭介     | 田代修二       | -                 | KICM-30479 |
| 57 | 2013年 6月26日  | 01    | はぐれどり                    | さわだすずこ   | 浜圭介     | 蔦将包         | -                 | KICM-30507 |
| 57 | 2013年 6月26日  | 02    | メモ用紙                      | 胡沙まりも     | 浜圭介     | 蔦将包         | -                 | KICM-30507 |
| 58 | 2014年 4月16日  | 01    | 花魁                          | 阿木燿子       | 宇崎竜童   | 桜庭伸幸       | -                 | KICM-30579 |
| 58 | 2014年 4月16日  | 02    | 時の過ぎゆくまま              | なかにし礼     | H.Hupfeld  | 白井良明       | -                 | KICM-30579 |
| 59 | 2015年 3月4日   | 01    | 惚れさせ上手                  | 阿木燿子       | 宇崎竜童   | 萩田光雄       | -                 | KICM-30636 |
| 59 | 2015年 3月4日   | 02    | 道行華                        | 阿木燿子       | 宇崎竜童   | 萩田光雄       | -                 | KICM-30636 |
| 60 | 2015年 10月21日 | 01    | 心は哀しいものですね          | 松井五郎       | 浜圭介     | 若草恵         | -                 | KICM-30681 |
| 60 | 2015年 10月21日 | 02    | たそがれ三番地                | 松井五郎       | 浜圭介     | 田代修二       | -                 | KICM-30681 |
| 61 | 2016年 7月1日   | 01    | 百年の恋歌                    | 加藤登紀子     | 加藤登紀子 | 加藤登紀子     | -                 | KICM-30730 |
| 61 | 2016年 7月1日   | 02    | 陽ざしの中で                  | 加藤登紀子     | 加藤登紀子 | 松本俊明       | -                 | KICM-30730 |
| 62 | 2017年 1月25日  | 01    | みぞれ酒                      | 田久保真見     | 岡千秋     | 伊戸のりお     | -                 | KICM-30770 |
| 62 | 2017年 1月25日  | 02    | そんな恋酒場                  | 田久保真見     | 岡千秋     | 伊戸のりお     | -                 | KICM-30770 |
| 63 | 2017年 8月9日   | 01    | 哀しみの終着駅                | 荒木とよひさ   | 浜圭介     | 矢野立美       | -                 | KICM-30803 |
| 63 | 2017年 8月9日   | 02    | 愛彩川                        | 石本美由起     | 三木たかし | 萩田光雄       | -                 | KICM-30803 |
| 64 | 2018年 1月24日  | 01    | 好きかもしれない 〜大阪物語〜 | 紙中礼子       | 円広志     | 矢野立美       | -                 | KICM-30835 |
| 64 | 2018年 1月24日  | 02    | 越冬つばめ2018                | 石原信一       | 円広志     | 田代修二       | -                 | KICM-30835 |
| 65 | 2018年 6月20日  | 01    | 最後の乾杯                    | 紙中礼子       | 浜圭介     | 田代修二       | -                 | KICM-30859 |
| 65 | 2018年 6月20日  | 02    | 港の月                        | 紙中礼子       | 浜圭介     | 田代修二       | -                 | KICM-30859 |
| 66 | 2018年 10月10日 | 01    | あなたの愛に包まれながら      | 紙中礼子       | 浜圭介     | 萩田光雄       | -                 | KICM-30882 |
| 66 | 2018年 10月10日 | 02    | 家族写真                      | 渡辺なつみ     | 浜圭介     | 萩田光雄       | -                 | KICM-30882 |

### デュエット・シングル
| 発売日         | デュエット | 曲順 | タイトル         | 作詞         | 作曲       | 編曲     | 規格品番   |
| -------------- | ---------- | ---- | ---------------- | ------------ | ---------- | -------- | ---------- |
| 2003年 1月22日 | 森進一     | 01   | しあわせのうた   | やまさき十三 | 弦哲也     | 前田俊明 | VIDL-30553 |
| 2004年 7月21日 | 森進一     | 01   | なにはともあれ   | さだまさし   | さだまさし | 若草恵   | VICL-35682 |
| 2004年 7月21日 | 森進一     | 02   | ふ・た・り・物語 | 中村修二     | 弦哲也     | 前田俊明 | VICL-35682 |

### 企画シングル
- 森進一・森昌子・川中美幸・森口博子・黒柳徹子名義。

| 発売日         | 曲順 | タイトル       | 作詞     | 作曲   | 編曲   | 規格品番   |
| -------------- | ---- | -------------- | -------- | ------ | ------ | ---------- |
| 2004年 5月19日 | 01   | じゃがいもの唄 | 原田博之 | 森進一 | 若草恵 | VICL-35665 |

委託製作盤
- 八千代ふるさと音頭（1977年、八千代市・市制施行10周年記念楽曲。PR-079）
  - 作詞：金子千恵子、補作詞：山口あかり、作曲：新井利昌、編曲：斉藤恒夫
- 野木町賛歌 ふれあいの町（1985年、野木町民の歌・音頭制定委員会。P-100）
  - 作詞：新井清時、補作詞・監修：なかにし礼、作曲：すぎやまこういち
- 野木町音頭（1985年、「ふれあいの町」B面曲）
  - 作詞：なかにし礼、作曲：猪俣公章

### アルバム
- 「せんせい/同級生」 発売元　徳間ジャパン 1972年11月25日発売
- 「中学三年生」 発売元　徳間ジャパン 1973年3月25日発売
- 「マコ想い出の歌」 発売元　徳間ジャパン 1973年6月25日発売
- 「白樺日記〜マコ初恋へのあこがれ」 発売元　徳間ジャパン 1973年10月1日発売
- 「若草の季節〜マコの好きなヒット曲」 発売元　徳間ジャパン 1974年4月1日発売
- 「森昌子ショウ〜下町の青い空」 発売元　徳間ジャパン 1974年6月1日発売
- 「おかあさんに捧げる詩」 発売元　徳間ジャパン 1974年12月1日発売
- 「十六歳の演歌〜他人船」 発売元　徳間ジャパン 1975年2月1日発売
- 「森昌子ショウ〜北風の朝」 発売元　徳間ジャパン 1975年3月1日発売
- 「森昌子民謡集〜北海盆唄」 発売元　徳間ジャパン 1975年9月10日発売
- 「あの人の船行っちゃった」 発売元　徳間ジャパン 1975年12月1日発売
- 「五周年森昌子ショウ－初姿－」 発売元　徳間ジャパン 1976年3月1日発売
- 「森昌子十七才の演歌〜別れの一本杉」 発売元　徳間ジャパン 1976年7月1日発売
- 「青春の日記 森昌子五周年記念アルバム」 発売元　徳間ジャパン 1976年9月1日発売
- 「森昌子歌舞伎座特別公演 青春の熱唱」 発売元　徳間ジャパン 1976年11月10日発売
- 「森昌子傑作民謡第二集」 発売元　徳間ジャパン 1977年1月21日発売
- 「新春特別公演森昌子ショー“演歌に涙と青春を”1977年1月18日 浅草国際劇場」 発売元　徳間ジャパン 1977年3月1日発売
- 「森昌子十八歳の演歌 南国土佐を後にして/長崎物語」 発売元　徳間ジャパン 1977年7月1日発売
- 「新歌舞伎座特別講演ライブ 涙の熱唱」 発売元　徳間ジャパン 1977年11月1日発売
- 「すぐに消えそうな愛なら」 発売元　徳間ジャパン 1978年4月1日発売
- 「十九歳の演歌 港・桟橋・別れ唄」 発売元　徳間ジャパン 1978年7月1日発売
- 「お嫁にゆきます 森昌子デビュー7周年記念東宝映画 サウンドトラック盤」 発売元　徳間ジャパン 1978年9月5日発売
- 「森昌子デビュー7周年記念リサイタル 〜熱唱ひとり舞台〜 1978年9月21日　帝国劇場」 発売元　徳間ジャパン 1978年11月1日発売
- 「昌子哀愁」 発売元　徳間ジャパン 1979年7月1日発売
- 「二十歳の演歌　銀のライター/みちづれ」 発売元　徳間ジャパン 1979年8月1日発売
- 「旅立ち」 発売元　ポニーキャニオン 1980年3月21日発売
- 「森昌子古賀メロディーを唄う 〜二十一歳の演歌〜」 発売元　ポニーキャニオン  1980年7月21日発売
- 「そしてひとり」 発売元　ポニーキャニオン 1980年11月21日発売
- 「北寒港」 発売元　ポニーキャニオン 1981年4月21日発売
- 「森昌子十周年記念リサイタル 1981年9月26日 大阪厚生年金ホール」 発売元　ポニーキャニオン 1981年11月21日発売
- 「北のおんな」 発売元　ポニーキャニオン 1982年5月21日発売
- 「立待岬…愛しき人へ」 発売元　ポニーキャニオン 1982年11月21日発売
- 「北風は暖かい〜今、故郷は…〜」 発売元　ポニーキャニオン 1983年8月21日発売
- 「森昌子 艶華12」 発売元　ポニーキャニオン 1984年3月21日発売
- 「女の暦〜ゆれる想い〜」 発売元　ポニーキャニオン 1984年12月5日発売
- 「愛傷歌〜やがて秋から冬へ〜」 発売元　ポニーキャニオン 1985年10月21日発売
- 「日本のうた〜森昌子15周年記念」 発売元　ポニーキャニオン 1986年1月21日発売
- 「おぼえていますか、あの時を…」 発売元　ポニーキャニオン 1986年8月5日発売
- 「いつまでも ありがとう そして、今…さようなら」 発売元　ポニーキャニオン 1986年8月21日発売
- 「あのころ」 発売元　ポニーキャニオン 2007年8月22日発売
- 「時の過ぎゆくまま〜心のスクリーン〜」 発売元　キングレコード 2014年3月5日発売
- 「森昌子ベスト15 今、あなたへ」 発売元　キングレコード 2014年9月17日発売
- 「ゴールデン☆アイドル」森昌子　「せんせい」〜「さよなら」までシングルAB面全99曲を収録　発売元　ポニーキャニオン　2015年2月11日
- 「百年の恋歌 ～時を超えて～」45周年記念アルバム　プロデューサー：加藤登紀子　発売元　キングレコード　2016年7月1日発売
- 「名曲選」発売元　キングレコード　2017年10月13日発売
- 「森昌子全集 1972-2019」発売元　キングレコード　2019年6月26日発売
- 「森昌子全曲集2021」発売元　キングレコード　2020年9月9日発売
- 「森昌子全曲集2022」発売元　キングレコード　2021年9月8日発売
- 「森昌子全曲集」発売元　キングレコード　2022年9月7日発売

### タイアップ曲
| 年     | 楽曲                     | タイアップ                                                         |
| ------ | ------------------------ | ------------------------------------------------------------------ |
| 1976年 | どんぐりッ子             | 映画「どんぐりッ子」主題歌                                         |
| 1976年 | 風の子ケーン             | NHK教育テレビ「風の子ケーン」主題歌                                |
| 1978年 | お嫁にゆきます           | 映画「お嫁にゆきます」主題歌                                       |
| 1978年 | 晴れたり降ったり曇ったり | テレビ朝日系ドラマ「おはなちゃん繁昌記」主題歌                     |
| 1978年 | 母                       | テレビ朝日系ドラマ「おはなちゃん繁昌記」挿入歌                     |
| 1982年 | おにいちゃん             | TBS系ドラマ「おにいちゃん」主題歌                                  |
| 1984年 | ほお紅                   | フジテレビ系ドラマ「女の暦」主題歌                                 |
| 2002年 | しあわせのうた           | テレビ朝日系アニメ「釣りバカ日誌」OPテーマ                         |
| 2004年 | じゃがいもの唄           | 「じゃがいもの会」活動20周年記念チャリティーソング                 |
| 2011年 | 洗濯日和                 | クリーニングチェーン「ホワイト急便」キャンペーンソング             |
| 2014年 | メモ用紙                 | NHK BSプレミアム・鳥取発地域ドラマ「ちょっとは、ダラズに。」主題歌 |
| 2014年 | 時の過ぎゆくまま         | 映画「恋とオンチの方程式」主題歌                                   |

## 主な出演

### 映画
- としごろ（1973年）
- 男じゃないか 闘志満々（1973年）
- お姐ちゃんお手やわらかに（1975年）
- 花の高2トリオ 初恋時代（1975年）
- どんぐりッ子（1976年） - 主演
- 昌子・淳子・百恵 涙の卒業式〜出発〜（1977年）
- お嫁にゆきます（1978年） - 主演
- 恋とオンチの方程式（香西志帆監督、2014年） -特別出演 山吹真雪 役

### テレビドラマ
- 刑事くん 第3部 第4話「少女が石段のぼる時」（1973年、TBS）
- てんつくてん（1973年、NTV）
- 大河ドラマ「風と雲と虹と」（1976年、NHK総合）- 桔梗 役
- 銭形平次 第555話「凧凧あがれ」（1977年、CX） - おきよ 役
- 明日の刑事（TBS）
  - 第1話「昌子絶唱! 行かないで!」（1977年）
  - 第26話「昌子の危機! 保育園ジャック」（1978年）
  - 第65話「殺人犯は女子大生?」（1979年）
- おはなちゃん繁昌記（1978年、ANB）主演- おはな 役
- 下町探偵局・お手伝い志願（1978年、ANB）主演
- 氷山のごとく（1980年、CX）
- 水戸黄門 第11部 第5話「黄門さまを叱った娘-新庄-」（1980年、TBS） - おはな 役
- 大江戸捜査網 第485話「花嫁絶唱お父っつあんの唄」（1981年、12ch） - おはる 役
- 秘密のデカちゃん 第3話（1981年、TBS） - 林まさこ 役
- 想い出づくり。（1981年、TBS）主演-佐伯のぶ代 役
- 木曜ゴールデンドラマ （YTV）
  - 「ガス橋あたり　悲しみのり越える母と娘たち」（1982年） - 工場で働く長女・千鳥 役
  - 「母の犯した罪」（1983年）
- おにいちゃん（1982年、TBS）
- 西部警察 PART-III 第63話「愛と哀しみの銃弾」（1984年、ANB） - 田島泰子 役
- 月曜ワイド劇場 （ANB）
  - 「女が会社に居すわる時　オフィスラブ76%の生態」（1984年）
  - 「女がオフィスラブに決着をつける時」（1985年）
- 平岩弓枝ドラマシリーズ 「女の暦」（1984年、CX）
- 連続テレビ小説「どんど晴れ」（2007年4月 - 9月、NHK総合） - 浅倉房子 役
- 金曜プレステージ 「お母さんぼくが生まれてごめんなさい」（2007年7月13日、CX）主演- 香川亜希子 役
- 鳥取発地域ドラマ「ちょっとは、ダラズに。」（2014年1月29日、NHK BSプレミアム） - 淀江充子役

### バラエティ番組等
- カリキュラマシーン（NTV）
- 象印スターものまね大合戦（NET→ANB）
- 歌まね振りまねスターに挑戦!!（NTV）
- オールスターものまね王座決定戦（CX）

当時芸能人のものまね番組の常連であった。
- 欽ちゃんのどこまでやるの!?（テレビ朝日）
- カックラキン大放送!!（日本テレビ）- 不定期出演
- 森田一義アワー 笑っていいとも!（フジテレビ、1983年4月7日・2006年6月9日・2012年2月6日） - テレフォンショッキングゲスト
- ダウンタウンのガキの使いやあらへんで!! 大晦日年越しSP 絶対に笑ってはいけないホテルマン24時（NTV,2009年12月31日）
- ダウンタウンなう（フジテレビ） - ゲスト（2016年6月）、ナレーション（2016年9月～ - レギュラー）
- なるほど!ザ・ワールド（フジテレビ）
- ペコジャニ∞!（TBS、2018年3月19日、7月2日）
  - 3月19日放送分で、ホンジャマカ・石塚英彦との卵料理対決で敗れた後、7月2日放送分でも、石塚との卵料理対決でまた敗れた。

### ラジオ・有線 番組
- ハッピーバラエティ ほかほか大放送（ニッポン放送）
- 森昌子のあったかライフ（MBSラジオ 2009年4月開始） - 29年ぶりのパーソナリティー
- 森昌子 心の旅（YBSラジオ、ぎふチャンラジオ、福井放送、RADIO BERRY、HBCラジオにネット）
- 「森だくさん！昌子の青春歌謡曲！！」USEN 毎月第4週目を担当します
USENのC59チャンネル「あの素晴らしい音楽をもう一度」で放送

### 舞台
- 西川きよし芸能生活50周年を記念「コメディ 水戸黄門」
千代役で友情特別出演  なんばグランド花月 2013年9月6日 - 28日
- 音楽喜劇「のど自慢」〜上を向いて歩こう〜
主演 2017年6月29日 - 8月18日

## 主な受賞歴
- 1972年
  - 第14回日本レコード大賞・新人賞「せんせい」
  - 第3回日本歌謡大賞・放送音楽新人賞「せんせい」
  - 第5回日本有線大賞・新人賞「せんせい」
  - 第5回全日本有線放送大賞・新人賞「せんせい」
- 1980年
  - 第13回日本作詩大賞・大衆賞「波止場通りなみだ町」
- 1981年
  - 第23回日本レコード大賞・金賞「哀しみ本線日本海」
  - 第10回FNS歌謡祭・歌謡音楽賞「哀しみ本線日本海」
  - 第5回日本テレビ音楽祭・特別賞「哀しみ本線日本海」
  - 第2回古賀政男記念音楽大賞・優秀賞「哀しみ本線日本海」
- 1982年
  - 第3回古賀政男記念音楽大賞・大賞「立待岬」
- 1983年
  - 第25回日本レコード大賞・最優秀歌唱賞「越冬つばめ」
  - 第16回日本作詩大賞・優秀作品賞「越冬つばめ」
- 2018年
  - 第39回松尾芸能賞優秀賞

## CM
- エースコック（熊っこ）
- タケダ（ベンザシリーズ、ビータードロップ）
- スズキ（ユーディーミニ） - CMコピーは「昌子のバイク」であった。
- 松下電器（現・パナソニック。エレックさん）
- カルビー（おさつスナック）
- 農協の共済（現・JA共済）
- 津村順天堂（現・ツムラ。バスピカ）

## 主著
- 森昌子 『明日へ』 幻冬舎、2006年、149頁。ISBN 4-344-01154-6
- 森昌子 『それはじんせい』主婦と生活社  週刊女性2010年7月 - 2011年5月連載 再編集2012年